# La Route au tabac (roman)
 (novembre 2022).
Si vous disposez d'ouvrages ou d'articles de référence ou si vous connaissez des sites web de qualité traitant du thème abordé ici, merci de compléter l'article en donnant les références utiles à sa vérifiabilité et en les liant à la section « Notes et références ».
La Route au tabac (titre original Tobacco Road) est un roman de 1932 d'Erskine Caldwell sur les petits métayers blancs du Sud. Il a été adapté pour le théâtre de Broadway par Jack Kirkland (en) en 1933 et a été à l'affiche pendant huit ans. Une version cinématographique de 1941, délibérément comique, a été réalisée par John Ford. Son scénario a dû en être considérablement modifié.
En 1998, la Modern Library a classé La Route au tabac, numéro 91 sur sa liste des cent meilleurs romans de langue anglaise du XXe siècle. Le roman a également figuré sur la liste du magazine Life des 100 livres exceptionnels de 1924–1944.
La Route au tabac se déroule dans la Géorgie rurale, à plusieurs kilomètres d'Augusta, pendant les pires années de la Grande Dépression. Il dépeint une famille de métayers blancs pauvres, les Lester, comme certains des nombreux petits producteurs de coton du Sud, ayant perdu leur emploi à cause de l'industrialisation de la production, provoquant la migration vers les villes. Le personnage principal du roman est Jeeter Lester, un homme ignorant et pécheur qui est racheté par son amour de la terre, sa foi en la fertilité et la promesse du sol.

## Résumé
Lov Bensey se rend chez lui au dépôt de charbon de la gare de triage. Il a marché sept milles et demi pour aller acheter un sac de navets d'hiver à 50 cents, soit la moitié de son salaire journalier. Sur le chemin du retour, il s'arrête chez les Lester pour parler à Jeeter de sa fille Pearl, âgée de 12 ans, avec laquelle il est marié. Le reste de la famille Lester est composé de Dude, 16 ans, le plus jeune des garçons Lester, Ada la femme de Jeeter, la grand-mère Lester, et Ellie May, une jeune fille de 18 ans affublée d'un bec-de-lièvre grotesque. Toute la famille, peu scrupuleuse et rongée par la faim, s'efforce de voler les navets de Lov, lequel écœuré, rentre chez lui, après avoir flirté avec Ellie May.
À ce point du récit, la prédicatrice Bessie entre en scène. Sœur Bessie Rice, comme Ellie May, a une déformation du visage. Son nez est dépourvu d'os nasal et en la regardant de face on peut voir à travers ses narines. Malgré cela, Jeeter a toujours été attiré par elle. Elle prêche et prie pour les péchés de chacun. Puis après avoir caressé et enlacé Dude, elle lui propose le mariage. Cependant, Dude est plus intéressé par la perspective de conduire la nouvelle automobile qu'elle prévoit d'acheter grâce aux 800 dollars provenant de son défunt mari, que de l'épouser. Bessie rentre ensuite chez elle dans son taudis pour demander à Dieu si elle et Dude doivent ou non se marier.
Jeeter vit sur le même terrain depuis sa naissance, et même si son niveau de vie continue à baisser au point que lui et sa famille en viennent à mourir de faim, il refuse obstinément de déménager en ville pour améliorer leur condition en travaillant dans une filature de coton. Une telle vie, insiste-t-il, lui serait impossible à vivre. Jeeter remet par ailleurs systématiquement au lendemain l'opération du bec de lièvre d'Ellie May ou l'achat d'une robe d'enterrement pour Ada.
Jeeter est également très tourmenté par sa mort qu'il pense imminente. Ada est elle aussi obsédée par sa propre mort, mais leur morbidité ne prend pas la forme de lamentations ou d'apitoiement de soi. La principale préoccupation d'Ada est de ne pas être enterrée dans sa vieille robe de calicot en lambeaux, et celle de Jeeter, que son corps ne soit pas laissé dans l'ancien hangar de stockage à maïs où il pourrait être mangé par des rats. Il a une terrible phobie des rats depuis qu'il a vu le visage de son père mort à moitié dévoré par un rat le jour de ses funérailles. Aucun de ces deux personnages ne doute qu'il va mourir bientôt, et ce n'est pas leur vie actuelle mais leurs corps sans vie qui les intéresse le plus. Peut-être se rendent-ils compte que leur condition est déjà désespérée ; aussi leur préoccupation première devient non pas la vie présente, mais la sauvegarde de leur dignité dans la mort.
Lorsque sœur Bessie revient le lendemain à la maison des Lester, elle s'exclame que Dieu lui a donné son approbation pour son mariage avec Dude. Les deux prétendants partent à pied vers Fuller afin d'acheter une nouvelle Ford dans le but de voyager à travers le pays et de prêcher. Une fois dans le hall d'exposition, les vendeurs profitent de la naïveté grossière de Bessie pour réaliser une vente rapide et rentable, tout en se moquant constamment de son nez déformé. Une fois l'affaire conclue, Dude et Bessie partent chercher leur certificat de mariage et sont interrogés par le responsable du comté, qui réprimande Bessie pour avoir tenté d'épouser un garçon de 16 ans (Bessie affirme aux Lester qu'elle n'a que 31 ans, mais en admet 39 au bureau d'enregistrement). Enfin, ils obtiennent la licence de mariage (en) et Dude, libéré, peut à nouveau conduire l'automobile et klaxonner sans cesse lorsqu'il prend le volant.
Au cours des deux jours suivants, l'automobile neuve se détériore progressivement. Tout d'abord à cause d'un accident avec une charrette lors duquel ils finissent par tuer le conducteur nègre, puis Dude emboutit un grand pin. Par la suite, les sièges sont déchirés par le bois de chêne noir que Jeeter y a entassé afin de tenter de le vendre à Augusta. Enfin, le moteur est irrémédiablement endommagé car il a manqué d'huile. En plus de cela, ils vendent le pneu et la roue de secours pour trois dollars afin de payer l'essence, la nourriture et une nuit dans un hôtel peu recommandable où Bessie se fait volontiers prostituer de chambre en chambre par le gérant. Quelques jours plus tard, Bessie refuse de laisser Jeeter monter dans sa voiture, ce qui le met hors de lui au point de la chasser du terrain. Quand elle l'attaque physiquement, Ada et Jeeter se mettent à battre Bessie et à la frapper avec un bâton jusqu'à ce qu'elle et Dude s'enfuient en voiture, roulant au passage sur la grand-mère Lester, qui se trouve alors le visage écrasé dans le sable, laissée pour morte. 
Arrive alors Lov, qui accourt voir Jeeter et lui demande s'il sait ce qui est arrivé à Pearl, qui s'est enfuie à Augusta pour se libérer de lui et d'une vie sans avenir. Jeeter lui raconte que plusieurs de ses filles se sont enfuies en ville et propose à Lov en compensation, d'emmener Ellie May avec lui, ce qu'il accepte sans un mot avec résignation. Après cette discussion, les deux hommes remarquent le cadavre de la grand-mère et le traînent dans le champ pour creuser sa tombe et l'enterrer.
L'auteur examine alors la situation de Jeeter en tant que métayer du Sud. Même si Jeeter, comme tant d'autres autour de lui, avait envie de planter une récolte à cette période de l'année, il ne pourrait le faire car son propriétaire attend de lui des parts de sa récolte en échange d'un crédit pour des semences et des engrais. Les magasins de la ville n'accorderaient plus de crédit à Jeeter ou à aucun autre fermier car le risque est trop grand et la demande trop importante.
Jeeter met le feu aux herbes et aux pins de son terrain et espère d'une manière ou d'une autre trouver suffisamment de crédit pour cultiver sa terre ce printemps-là. Mais la saison des labours est déjà passée et le sol déjà trop sec. Alors que Jeeter et Ada dorment, les étincelles du feu enflamment les bardeaux de leur maison et le feu se propageant au toit et au sol, les tue dans leur sommeil. À la fin du roman, Dude évoque pour la première fois la possibilité de travailler. Il émet l'idée de labourer la terre comme Jeeter l'avait souhaité tout au long de l'histoire, ainsi se referme le cercle vicieux dans lequel les agriculteurs pauvres du Sud comme les Lester, se retrouvent piégés.